# Monte Vista
Monte Vista is een plaats (city) in de Amerikaanse staat Colorado, en valt bestuurlijk gezien onder Rio Grande County.

## Demografie
Bij de volkstelling in 2000 werd het aantal inwoners vastgesteld op 4529.
In 2006 is het aantal inwoners door het United States Census Bureau geschat op 4159, een daling van 370 (-8.2%).

## Geografie
Volgens het United States Census Bureau beslaat de plaats een oppervlakte van
5,0 km², waarvan 4,9 km² land en 0,1 km² water. Monte Vista ligt op ongeveer 2339 m boven zeeniveau.

## Plaatsen in de nabije omgeving
De onderstaande figuur toont nabijgelegen plaatsen in een straal van 40 km rond Monte Vista.